# Parapsectris buettikeri
Parapsectris buettikeri is een vlinder uit de familie tastermotten (Gelechiidae). De wetenschappelijke naam van deze soort is voor het eerst geldig gepubliceerd in 1986 door Povolny.
De soort komt voor in tropisch Afrika.